# Piegler (Familienname)
Piegler ist ein – wenn auch seltener – bürgerlicher Familienname im deutschen Sprachraum.

## Herkunft und Bedeutung
Zur Herkunft des Namens gibt es 3 Hypothesen:
1. Der Name leitet sich von „Bühler“ ab, womit der am „Hügel“ Wohnende gemeint ist. Das mittelhochdeutsche „bühel“ entstand aus dem Wort „Bühl“.[1][2][3]
2. Der Name hat seinen Ursprung im Wort Pigl. Pigl stammt aus dem Tschechischen und soll gemäß tschechischen Namenskundebüchern vom Wort „pískat“ = piepen oder pfeifen abgeleitet sein. Piegler würde also so viel wie Pfeifer bedeuten.
3. Eine weitere Erklärung weist auf den Flecken Piegel südlich von Leipzig (östlich von Pegau) hin (der Ort fiel zwischen 1971 und 1983 dem Braunkohleabbau zum Opfer; die Flur gehört heute zur Gemeinde Neukieritzsch). Die Piegler wären dann jene, die aus diesem Ort stammen.

Am wahrscheinlichsten ist die Entwicklung des Namens aus Bühler, wobei auch die Namen Bichler, Biegler, Bigler, Pichler, Piechler, Pigler, Pigkler, Pickler, Pikler etc. dieselbe etymologische Herkunft haben. Bahlow bezeichnet Süddeutschland als die Heimat der Bühler. Er erwähnt für den Schweizer Raum Hainrich ab dem Bühel, der 1340 bei Bregenz beurkundet ist und für den Tiroler Raum Eberle auf dem Pühel, der dort 1489 Erwähnung findet.

## Verbreitung
Ende des 20. Jahrhunderts nannte Halbert’s Family Heritage, Inc. in Österreich 52 Piegler-Namensträger, 18 in Deutschland, 4 in den USA, einen in Italien und eine in England. Im Wiener Telefonbuch war der Name 1986 achtundzwanzig Mal zu lesen. Eine regionale Häufung findet sich in Niederösterreich sowie im Vogtland (Thüringen, Sachsen, Bayern). Diese Verteilung ebenso wie das Vorkommen des Namens in verschiedenen Variationen bei den Salzburger Exulanten legt den Schluss nahe, dass Niederösterreich die Wiege des Namens ist und die Gegenreformation dazu führte, dass Namensträger in Gebiete auswanderten, die sich zum Protestantismus bekannten. Aber auch bei den Juden Galiziens, das im 19. Jahrhundert Teil des österreichischen Kaiserreichs war, findet sich der Name.
Zusammenfassend kann gesagt werden, dass die Piegler, ein bürgerliches Geschlecht, ursprünglich wahrscheinlich in Niederösterreich beheimatet, sich im Laufe der Jahrhunderte in kriegsbedingten Migrationswellen über das Vogtland hinaus in ganz Deutschland, aber auch über die österreichischen Grenzen hinweg bis nach Polen, Tschechien, Ungarn und Italien, in die Benelux-Länder und bis nach Großbritannien, aber auch früh schon bis in die USA ausgebreitet haben und heute fast über den ganzen Globus verteilt, zu finden sind.
2002 lag dieser Name an 114445. Stelle der häufigsten Namen.

## Verwandte Namen und Varianten
- Bigler
- Bichler
- Piechler
- Pigler
- Pigkler
- Pickler
- Pikler

- Büchler, Bühler, Biegler, Biller, Pichler, Pilchert, Pilger, Puchert, Pühler sind Formen dieses Namens, wie sie sich im Stammbuch der Salzburger Exulanten von Hermann Gollub finden.[7] Erst mit Einführung einer verbindlichen Rechtschreibung kam es ab 1876 zur endgültigen Festlegung der Schreibweise dieses seltenen Namens.

## Namensträger
- Gustav Piegler  (19./20. Jhd.) Kunstmaler in Leipzig
- Hannelore Piegler (verh. Brauchart, 1945–2022), Chefstewardess der im Okt. 1977 entführten Lufthansamaschine „Landshut“[8]
- Heinrich Gottfried Piegler (1797–1849), deutscher Feuerzeugfabrikant in der Biedermeierzeit
- Josef Piegler (1919–1996), Hofrat und Senatspräsident des Obersten Gerichtshofes, Wien[9]
- Kurt Piegler (1900–1969), zusammen mit seinem Bruder Theodor P. Fabrikbesitzer in Schleiz und Nürnberg (Urenkel von Heinrich Gottfried Piegler)
- Margarete Pigkler (15./16. Jhd.), Mutter Heinrichs des Unechten, Raubritter und Halbbruder von Heinrich IV von Plauen[10]
- Theo Piegler (* 1944), Nervenarzt, Psychiater, Psychotherapeut und Psychosomatiker sowie Autor in Hamburg[11][12][13]
- Theodor Piegler (1904–1991), deutscher Metallwarenfabrikant in Schleiz und Nürnberg (Gebr. Piegler) (Urenkel von Heinrich Gottfried Piegler)